# Diedenshausen (Bad Berleburg)
Diedenshausen is een plaats in de Duitse gemeente Bad Berleburg, deelstaat Noordrijn-Westfalen, en telt 348 inwoners (2007).
In Diedenshausen werd de calvinist Johannes Althusius (1563-1638) geboren, wiens politieke denken zeer invloedrijk in de Republiek der Verenigde Nederlanden zou worden.

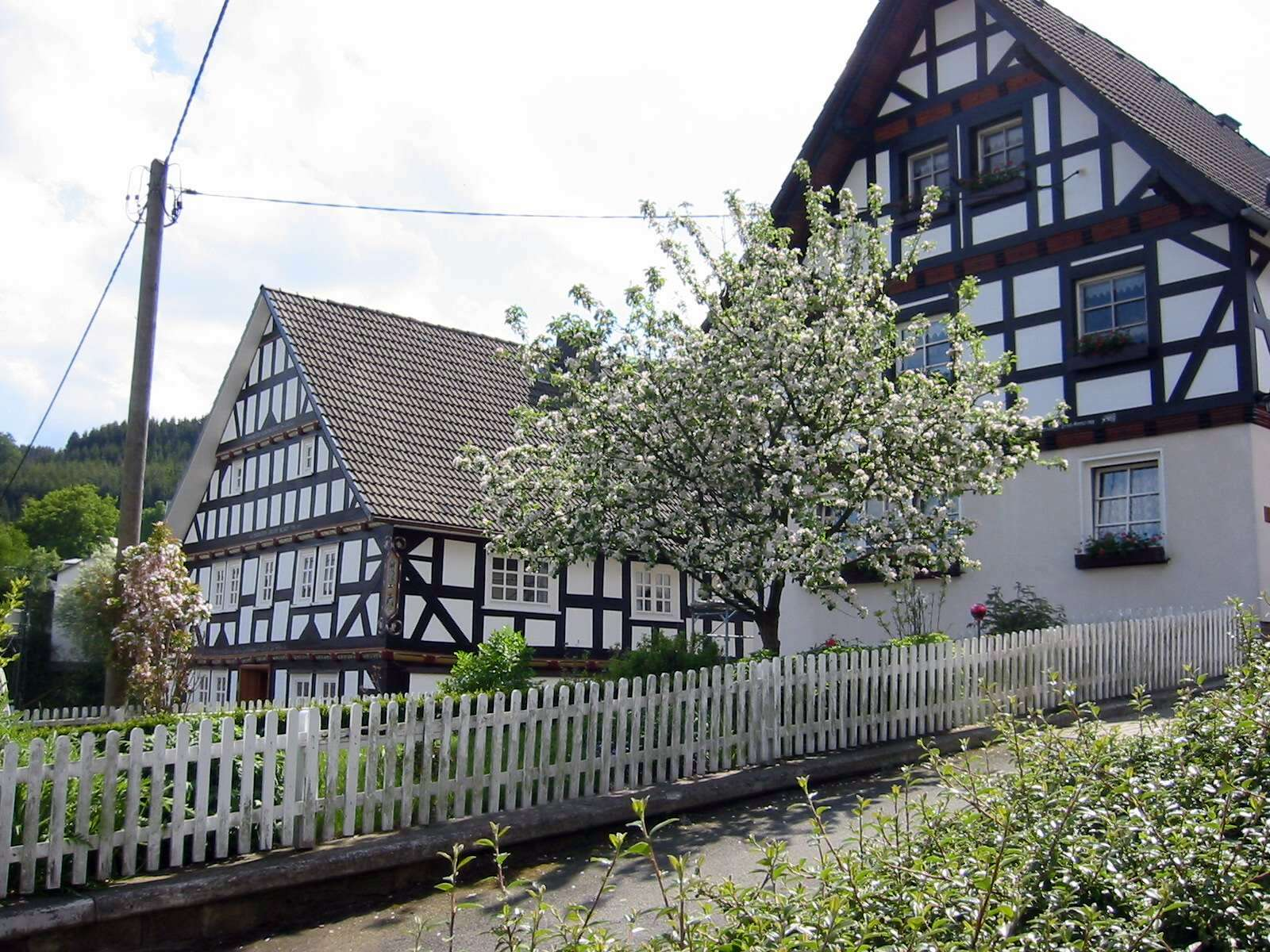
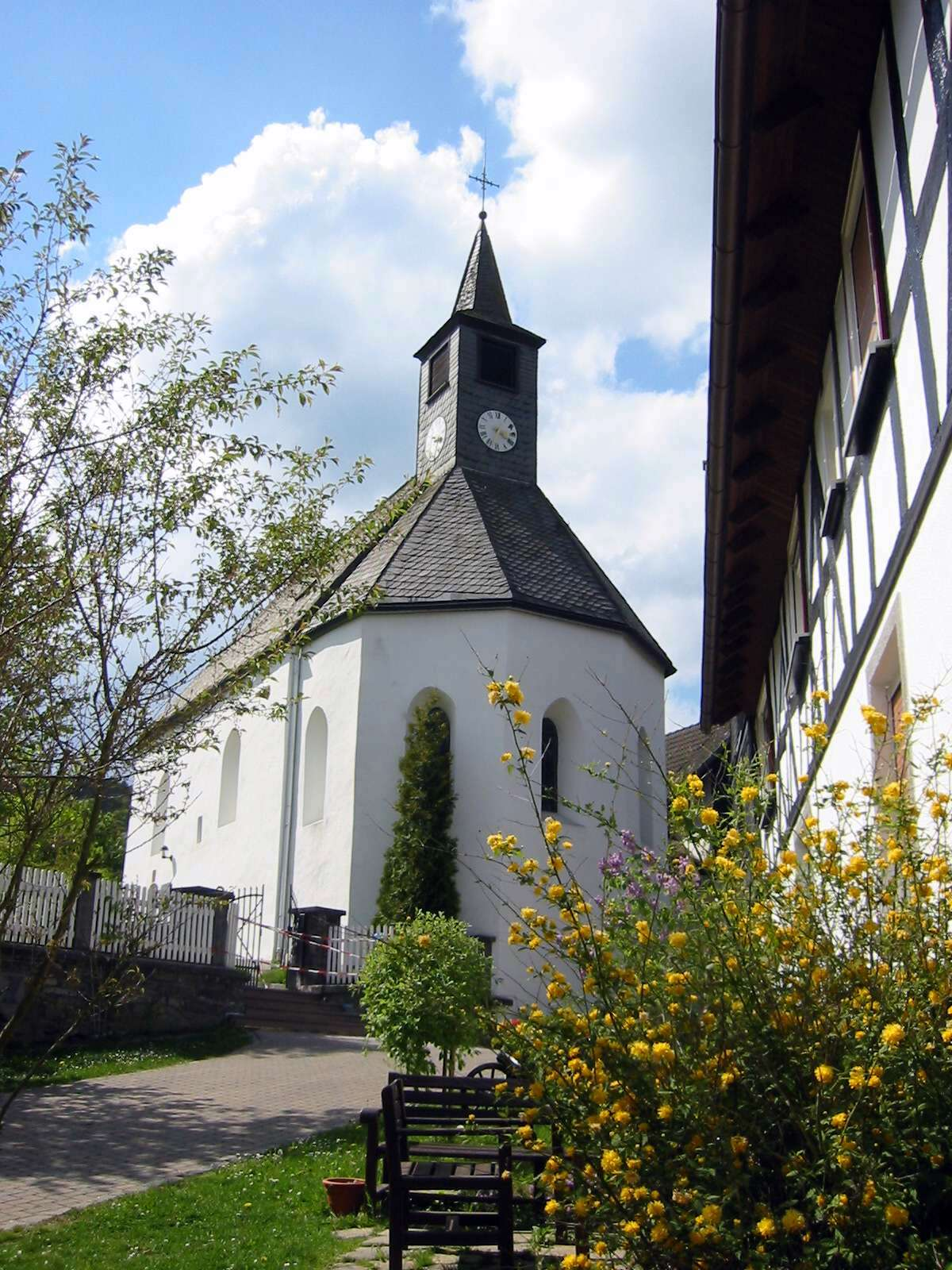